# ¿A quién le importa?
¿A quién le importa? (lett. "A chi importa?") è un singolo degli Alaska y Dinarama del 1986 tratto dal loro album No es pecado. 

## Composizione e temi trattati
¿A quién le importa? è stata originariamente scritta e prodotta da Carlos Berlanga e Nacho Canut. La canzone parla di una persona che viene criticata per il fatto di essere diversa dagli altri. Per controbattere alle continue lamentele che riceve, risponde a loro «A chi importa cosa faccio? / A chi importa cosa dico? / Sono come sono. E continuerò ad esserlo. / Non cambierò mai.» Il brano è considerato un inno gay dalla comunità LGBT in Spagna.

## Cover
- Nel 2002 Thalía ha realizzato una cover della canzone pubblicata su singolo e nel suo album Thalía. Il brano è entrato in varie classifiche di vendita statunitensi e sudamericane, piazzandosi primo a Panama[2] terzo a El Salvador[3] e quattordicesimo in Messico.[4]
- Nel 2010 il duo dei Fangoria, che è composto da Alaska e Nacho Canut, ovvero due dei tre membri originari degli Alaska y Dinarama, ha realizzato una cover più elettronica di ¿A quién le importa? La traccia è contenuta nel loro album El paso trascendental del vodevil a la astracanada ed è stata pubblicata su singolo nel 2014.
- Christina Rapado ha inciso una cover di ¿A quién le importa? contenuta nel suo album Todo del 2010.

## Formazione
- Carlos Berlanga
- Nacho Canut
- Alaska